# Bianor
Bianor Peckham & Peckham, 1886 è un genere di ragni appartenente alla Famiglia Salticidae.

## Caratteristiche
Sono ragni che non superano i 3-4 millimetri di lunghezza. Di aspetto sono lucidi e scuri. Le femmine si riconoscono dalle zampe di colore arancione, i maschi per le due paia di zampe anteriori più robuste.

## Distribuzione
Le 29 specie oggi note di questo genere sono diffuse in Africa, Eurasia e Oceania.
In Italia è stata reperita una sola specie di questo genere, la B. albobimaculatus

## Tassonomia
Non è un sinonimo anteriore di Modunda Simon, 1901 e di Napoca Simon, 1901, secondo un lavoro dell'aracnologo Logunov del 2001, contra un analogo studio di Prószynski del 1990.
A dicembre 2010, si compone di 29 specie:
1. Bianor albobimaculatus (Lucas, 1846) — Africa meridionale, dal Mediterraneo all'Asia centrale (presente in Italia)
2. Bianor angulosus (Karsch, 1879) — Sri Lanka, dall'India alla Cina, Vietnam, Indonesia
3. Bianor biguttatus Wesolowska & van Harten, 2002 — Socotra
4. Bianor biocellosus Simon, 1902 — Brasile
5. Bianor compactus (Urquhart, 1885) — Nuova Zelanda
6. Bianor concolor (Keyserling, 1882) — Nuovo Galles del Sud
7. Bianor diversipes Simon, 1901 — Malesia
8. Bianor eximius Wesolowska & Haddad, 2009 — Sudafrica
9. Bianor fasciatus Mello-Leitão, 1922 — Brasile
10. Bianor ghigii (Caporiacco, 1949) — Kenya
11. Bianor hongkong Song et al., 1997 — Hong Kong
12. Bianor incitatus Thorell, 1890 — dall'India alla Cina, Giava, Sumatra, Isole Caroline
13. Bianor kovaczi Logunov, 2001 — Etiopia
14. Bianor maculatus (Keyserling, 1883)[3] — Australia, Nuova Zelanda
15. Bianor monster Zabka, 1985 — Vietnam
16. Bianor murphyi Logunov, 2001 — Kenya
17. Bianor narmadaensis (Tikader, 1975) — India
18. Bianor nexilis Jastrzebski, 2007 — Bhutan
19. Bianor orientalis (Dönitz & Strand, 1906) — Giappone
20. Bianor pashanensis (Tikader, 1975) — India
21. Bianor paulyi Logunov, 2009 — Madagascar, isole Comore
22. Bianor pseudomaculatus Logunov, 2001 — India, Vietnam
23. Bianor punjabicus Logunov, 2001 — India, Afghanistan
24. Bianor quadrimaculatus (Lawrence, 1927) — Namibia
25. Bianor senegalensis Logunov, 2001 — Senegal
26. Bianor simplex (Blackwall, 1865) — Isole Capo Verde
27. Bianor tortus Jastrzebski, 2007 — India, Nepal
28. Bianor vitiensis Berry, Beatty & Prószynski, 1996 — Isole Figi
29. Bianor wunderlichi Logunov, 2001 — Isole Canarie, Isole Azzorre

### Specie trasferite
Genere molto dinamico, con continue riclassificazioni di specie; al dicembre 2010 ben 17 specie sono state trasferite altrove:
- Bianor aemulus (Gertsch, 1934); trasferita al genere Sibianor.
- Bianor aeneiceps (Simon, 1901); trasferita al genere Modunda.
- Bianor aeneus Mello-Leitão, 1945; trasferita al genere Beata.
- Bianor apertus (Peckham & Peckham, 1903); trasferita al genere Thyene.
- Bianor aurocinctus (Ohlert, 1865); trasferita al genere Sibianor.
- Bianor congener (O. P.-Cambridge, 1872); trasferita al genere Modunda.
- Bianor bellus (Karsch, 1878); trasferita al genere Opisthoncus.
- Bianor fulvipes Mello-Leitão, 1943; trasferita al genere Dendryphantes.
- Bianor inexploratus Logunov, 1991; trasferita al genere Sibianor.
- Bianor insignis (O. P.-Cambridge, 1872); trasferita al genere Napoca.
- Bianor japonicus Logunov, Ikeda & Ono, 1997; trasferita al genere Sibianor.
- Bianor latens Logunov, 1991; trasferita al genere Harmochirus.
- Bianor marionis Schmidt & Krause, 1994; trasferita al genere Pellenes.
- Bianor phragmitis (Simon, 1901); trasferita al genere Modunda.
- Bianor pullus Bösenberg & Strand, 1906; trasferita al genere Sibianor.
- Bianor staintoni (O. P.-Cambridge, 1872); trasferita al genere Modunda.
- Bianor stepposus Logunov, 1991; trasferita al genere Pellenes.

### Nomen dubium
- Bianor fimbriatus Mello-Leitão, 1917; un esemplare giovanile, rinvenuto in Brasile, a seguito di un lavoro dell'aracnologo Logunov del 2001, è da ritenersi nomen dubium[1].